# Fredrik Larsson
Fredrik Larsson (født 14. august 1974) er en svensk bassist mest kendt for sin optræden i power metalbandet HammerFall. Han sluttede sig til bandet i 1994 og forlod det igen i 1997 da gruppen begyndte at få succes. Det skyldes han var forpligtet til thrash metalbandet Beyond. Magnus Rosén kom til at erstatte ham, men i 2007 forlod han bandet og Fredrik kom tilbage og er derved den nuværende bassist. 